# 水嶋杏樹
水嶋 杏樹（みずしま あんじゅ、1994年12月1日 - ）は、日本の元AV女優。

## 略歴・人物
2015年6月、アダルトビデオメーカー・ケイ・エム・プロデュースのレーベル「million」の専属女優としてAVデビュー。
同年8月、millionの専属女優によるアイドルユニット・ミリオンガールズZに研究生として加入。
同年11月、millionの専属を離れ、同時にアイドルユニット・ミリオンガールズZも卒業。企画単体女優として活動を継続。
同年12月25日、Twitterで年内いっぱいでの引退を表明。

## 出演作品

### アダルトDVD
2015年
- 専属新人デビュー（6月12日、million）※Blu-ray版同時発売
- 風俗フルコース（7月10日、million）
- 水嶋杏樹が奥さんになってあげる（8月14日、million）
- イカセ4時間 イカセ初体験スペシャル（9月11日、million）
- 潜入捜査官（10月9日、million）
- デカチン覚醒でイキ狂い!!大量潮吹きガチンコFUCK!!（11月13日、million）
- 抜群にエッチな肢体の美乳娘は、性欲に塗れた旅先で、恥ずかしくてとても人には言えないようなドロドロのセックスをする…（12月13日、オーロラプロジェクト）
- 絶対に助けが来ない。合宿の下見に来た美人マネージャーは、僻地の貸し別荘に監禁され、輪姦、調教の末、悦楽の底に墜ちてゆく…。（12月13日、オーロラプロジェクト）
- 巨乳素人娘の乳首が見えたら罰ゲームヌーブラゆれゆれ運動!!5（12月13日、はじめ企画）

2016年
- AKNR10周年記念作品 水泳部の合宿に行ったら男は僕一人ぼっちだった…。（1月8日、アキノリ）共演：彩城ゆりな、早川瑞希、水谷あおい、あおいれな、涼宮琴音
- JKにオナホを渡し「僕のチ○コを思いっきりシゴいて下さい!」（1月9日、プレステージ）
- 初めての痴漢で思わず感じてしまい発情が止まらなくなった巨乳美女2（1月9日、プレステージ）
- 輪姦緊縛女子校生 女優への夢を砕かれた美少女は、柔肌に喰い込む縄の味に酔い、巨乳を絞り上げられる…。（1月13日、オーロラプロジェクト）
- 奴隷ROOM Second 02（1月20日、MAD）共演：鶴田かな
- 縄酔い人妻 若妻の被虐願望（1月25日、AVS）
- 盛られた媚薬で敏感になった乳首を舐め回され生中SEXを求めてしまう淫乱おっパブ嬢（2月1日、プレステージ）
- 無防備な胸チラ姿でゴミ捨てする若妻を中出し即ハメナンパ!!（2月5日、映天）
- 子持ちの男性と結婚した若妻が思春期で自分を避ける義理の息子と一泊二日のスキンシップ混浴温泉旅行!「ママと呼んでもらいたい…」初めての混浴・添い寝…近親相姦までの全記録!!!（2月6日、SODクリエイト）
- 巨乳女教師5人が放課後の教室で生徒と王様ゲーム初体験!そして男は僕1人に…（2月6日、ナチュラルハイ）共演：葵千恵、桜ちなみ、峰エリ
- 本番厳禁の素股専門店で出てきたのは会社でいつも反抗的でクソ生意気な後輩女子社員!当然、立場逆転!口止めに必死の弱々しい後輩は素股中にチ○ポを挿れちゃっても断れない!そのまま好き勝手やらせてもらいました!（2月7日、お夜食カンパニー）
- 某ブライダルエステで全身が超敏感オマ●コになる激烈媚薬をオイルに混入し乳首ビン勃ちの美巨乳をねっとり揉みしだかれれば 婚前花嫁は声も出せずに痙攣イキ連発!!感じまくって開きっぱなしの子宮口はガチ勃起した他人棒の生挿入・生中出しを拒めない!3（2月12日、ケイ・エム・プロデュース）
- 淫語で誘惑 エロ美BODY（2月13日、AVS）
- ガチ素人企画 男女の友達・同僚・幼なじみ同士 すぐに破れるラップ越しの素股ゲームで賞金獲得!コスって破けたら入っちゃった!（2月18日、アイエナジー）
- ラグジュTV×PRESTIGE PREMIUM01（2月13日、プレステージ）
- 汗だく汁まみれヌードヨガレッスン File.03（2月19日、MAD）
- 乳首がチラチラと見え隠れする胸元が隙だらけのフリマ女子は知らぬ間に男を誘惑して…（3月2日、プレステージ）
- 美乳アスリートと毛もじゃ野獣集団交尾（3月4日、クリスタル映像）
- 中出し厳禁シェアハウス 男女兼用シェアハウスの住人たちは、みんな仲良く穴友達っ!!（3月4日、LEO）共演：浜崎真緒、若槻みづな
- 接吻まみれの近親相姦 あってはならぬ禁断の肉体関係（3月5日、ヒビノ）共演：伊織涼子、山下理美
- 「週15回オナニーするセックス中毒人妻」 水嶋杏樹 27歳 中出し不倫温泉（3月11日、プレステージ）
- 嘘発見器でJKを丸ハダカ!「本当はエッチ好きなんでしょ?」（3月11日、プレステージ）
- 媚薬×両手拘束×焦らし 1cm先のチ○ポを舐めさせてもらえず性欲爆発 眼鏡が似合う同僚（3月17日、ナチュラルハイ）
- 両親の留守を良い事にお泊まり会を開く妹。ただ、ボクたちは相部屋。とにかく狭い。妹は大目に見てよとボクに手を合わせてきたが冗談じゃない。ボクは受験生、これからが追い込みって時だ。しかし、可愛い友人たちを見た瞬間、「ま、まあ俺も鬼じゃない、背伸びしたくなる年頃だしな」と快く了承。仕方なく勉強するが、まあうるさい。やはりお引き取り願おうと振り向いたその瞬間、彼女たちのパンチラがボクの口を封じ、理性は崩壊。ボクはみるみるうちに勃起してしまい、慌てて隠すもバレてしまい気まずい雰囲気。「お前等がイケないんだ!そんな無防備な格好で…」ボクは何を言ってるんだ?と思った矢先、何と彼女たちは「お兄さんごめんなさい」と勃起チ○ポを握りしめてきた。（3月17日、Hunter）共演：ましろあい、池端真実、涼宮琴音、里美まゆ
- 深夜の飲み会帰り酔っぱらい女子をナンパ! 2次会は僕らと盛り上がりませんか!?4（3月19日、プレステージ）
- 野外スカートずりおろし!中出し即ハメナンパ!!（4月1日、プレステージ）
- 密着洗体エステに媚薬ローションを混ぜたら、デリヘル嬢が我慢できなくなって…本番成功（4月1日、プレステージ）
- 露出不倫ヤリマン旅行（4月7日、山と空）
- 突然できた義理の姉と素股でヌルっと生挿入!!『ダメダメ!このままじゃ挿っちゃうかも!何かヌルヌルしてきちゃった!』母親が再婚して突然出来たお姉ちゃんはエロ過ぎる体の持ち主でモロ巨乳のナイスボディ!しかも、毎日、超無防備だからパンチラ&胸チラしまくりでこちとら勃起しまくり!!本当に毎日毎日刺激が強いもんだから、いよいよ我慢できなくなって夜這い遂行!!でも鼻息荒く勢い良く触っていたらバレてしまい怒られるかと思ったら『擦り付けるだけだったらいいよ』という約束で素股状態に!擦っていたらお姉ちゃんのアソコがヌルヌルしてきて気づかぬうちにヌルっと生挿入しちゃいました!これまた怒られるかと思ったらお姉ちゃんは激しく腰を動かしそのまま生SEX生中出しまでしちゃいました!（4月7日、Hunter）
- 都内某所で繁華街の夜をひと際賑わせているセクキャバがあるとの噂が!?この不況不況と呼ばれる中でなぜその店だけが!?噂のどスケベなサービスは本当に存在するのか?ただのぼったくり店なのか?SCOOP班が徹底調査!!（4月8日、ケイ・エム・プロデュース）共演：若槻みづな、星野はるあ
- 童貞の僕が一人暮らしの部屋に清掃業者を呼んだら、まさかの巨乳女。熱心にカラダを動かし、仕事をしている彼女は汗びっしょり3（4月8日、ケイ・エム・プロデュース）
- 美巨乳妻にHの練習だからとお願いしまくって寝取り素股してたら「あっ!生で入っちゃった!」気持ち良いからそのまま連続中出し（4月15日、ロータス）
- ナンパTV×PRESTIGE PREMIUM06（4月20日、プレステージ）
- ゴム有りセックスで無反応なヤリマン女子高生が初めての生ハメセックスで超敏感に!2 学校から近いボクの部屋をいつも休憩所に使っているあの子は学校内で噂のヤリマン!?ちょっと怖くて本当にヤリマンかどうか確認も出来ないけど、あまりに無防備にパンチラをしてるから、我慢できずHを頼んでみたら、あっさりOK。ただしセックスにヤル気はなく、マ○コは自由に使わせてくれるけどHの最中にマンガを読みだしたりとなんだか寂しい気持ちに…。そこで、こっそりずっとしてみたかったゴム無し生チ○ポで再び挿入してみたら…!超感じまくりで何度もイッちゃう敏感娘だったのです!（5月19日、Hunter）

### イメージDVD
- Anju beautiful lovely（2015年7月2日、グラッツコーポレーション）※Blu-ray版同時発売
- 水嶋杏樹はオレのカノジョ。（2015年9月25日、GARDEN）

## テレビ番組
- (仮)TV（2015年6月2日 - 9月29日、TOKYO MX）共演：ジャングルポケット、成瀬心美、星美りか、佐倉絆、桜井あゆ、友田彩也香、絢森いちか
- 魚拓と成瀬のツキとスッポンぽん #45・#46（2015年7月12日・19日、パチ・スロ サイトセブンTV）

## Web配信
- オンナの噂研究所#217 キスをするだけで人は恋に落ちるのか?水着編（2015年、BeeTV）
- ラグジュTV 127（2015年12月1日、MGS動画）[2]